# استیپلتون (نبراسکا)
استیپلتون(به انگلیسی: Stapleton) شهری در ایالت نبراسکا کشور ایالات متحده آمریکا است که جمعیت آن در سرشماری سال ۲۰۱۰ میلادی، ۳۰۵ نفر بوده‌است.